# Ben Chonzie
Ben Chonzie är ett berg i Storbritannien.   Det ligger i kommunen Perth and Kinross och riksdelen Skottland, i den norra delen av landet, 600 km norr om huvudstaden London. Toppen på Ben Chonzie är 931 meter över havet.
Terrängen runt Ben Chonzie är huvudsakligen kuperad.Runt Ben Chonzie är det mycket glesbefolkat, med 7 invånare per kvadratkilometer. Närmaste större samhälle är Crieff, 13,0 km sydost om Ben Chonzie. I omgivningarna runt Ben Chonzie växer i huvudsak blandskog.